# Центральноевропейская операция

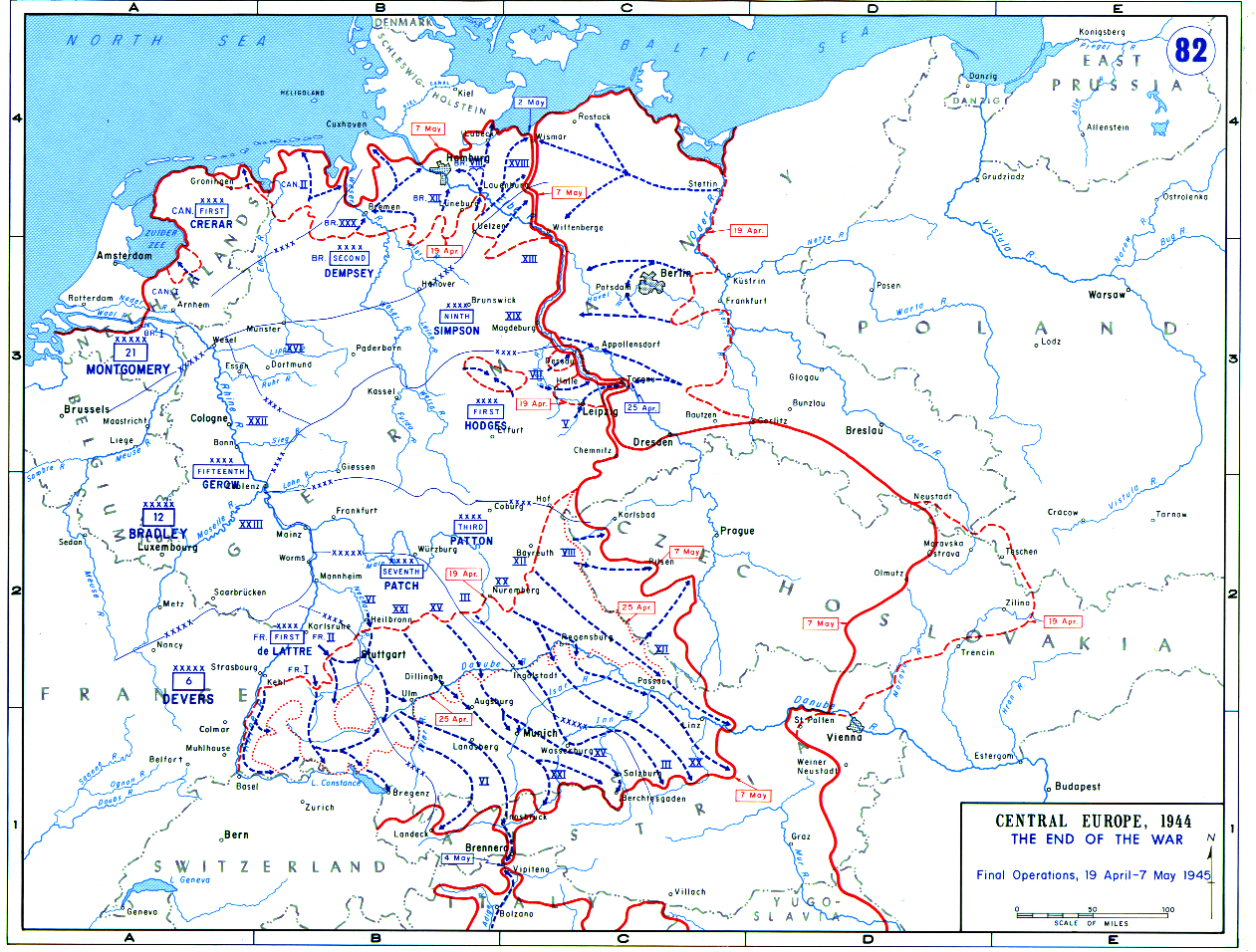
Операции союзников с 19 апреля по 7 мая 1945

Центральноевропейская операция или Центральноевропейская кампания — заключительная военно-стратегическая операция войск  западных союзников антигитлеровской коалиции по вторжению в Германию, проводившаяся 22 марта— 11 мая 1945 года против немецкой армии в ходе Второй мировой войны.

## Предыстория
Наступление союзных войск антигитлеровской коалиции с 8 февраля по 21 марта закончилось их выходом к Рейну. На левом берегу этой реки образовались две крупные группировки. Южнее Рура на Рейн вышли 6-я и 12-я группы армий. Они захватили два плацдарма на правом берегу реки, создав благоприятные условия для обхода Рура с юга и наступления вглубь Германии. Западнее и севернее Рура находилась 21-я группа армий.
Обстановка, сложившаяся к концу марта на Западном фронте, была исключительно благоприятной для антигитлеровской коалиции. Немецкие войска, потерпевшие тяжелые поражения в Арденнской и Маас-Рейнской операциях, понёсшие большие потери при отходе с левого берега Рейна, были очень ослаблены. Моральный и боевой дух немецких солдат был подорван. Недостаток сил и средств не позволял командованию вермахта создать сколько-нибудь прочную оборону на Западном фронте.
Эйзенхауэр поставил задачу союзникам на быстрое сближение с Красной Армией, чтобы разделить немецкую армию на две части и предотвратить любую возможность ее совместной обороны. Как только эти цели будут достигнуты, оставшиеся немецкие войска можно будет разгромить по частям.

## Расстановка сил

### Антигитлеровская коалиция
- 21-я группа армий (Б. Монтгомери)
  - 1-я канадская армия
  - 2-я британская армия
- 12-я группа армий (О. Брэдли)
  - 1-я американская армия
  - 3-я американская армия
  - 9-я американская армия
  - 15-я американская армия
- 6-я группа армий (Д. Диверс)
  - 7-я американская армия
  - 1-я французская армия

### Германия
- Группа армий «H»
  - 25-я армия
- Группа армий «B»
  - 15-я армия
  - 6-я танковая армия СС
  - 5-я танковая армия
  - 7-я армия
- Группа армий «G»
  - 1-я армия
- 19-я армия

## Ход операции
3-я и 7-я американские армии к 25 марта вышли к Рейну на фронте Майнц, Мангейм, западнее Карлсруэ, Страсбург. При этом в районе Оппенгейма они захватили плацдарм на правом берегу реки. В ночь на 
23 марта без какой-либо артиллерийской или авиационной подготовки шесть батальонов солдат на штурмовых лодках переправились через реку, потеряв при этом 8 человек убитыми и 20 ранеными. К вечеру  
плацдарм был расширен до 12 км по фронту и 10 км в глубину и на него переправлены дополнительные силы и средства. «Неожиданное форсирование Рейна у Ремагена и Оппенгейма до нанесения главного удара на  
севере,— пишет известный американский историк Ф. Погью,— а также быстрое использование открывшихся возможностей в этих двух районах поставило войска Брэдли (12-я группа армий) в положение, когда им предстояло играть главную роль в быстром наступлении через Германию». 
На других участках операция по форсированию Рейна началась 23 марта в 21 час во 2-й английской, а через пять часов в 9-й американской армиях. Перед наступлением пехоты была проведена артиллерийская подготовка, продолжавшаяся в течение часа и авиационная бомбардировка. Уже к утру 24 марта высадившиеся на правый берег Рейна соединения 30-го корпуса заняли плацдарм глубиной до 4 км. Успешно форсировали реку войска 12-го корпуса 2-й английской армии и 16-го корпуса 9-й американской армии. Дивизии первых эшелонов этих корпусов к утру 24 марта захватили плацдармы в своих полосах. При этом части 12-го корпуса овладели городом Везель. Сопротивление немецко-фашистских войск оказалось настолько незначительным, что действия союзников скорее напоминали выполнение инженерной задачи, чем тактический маневр. 
Высадка воздушно-десантных войск началась утром 24 марта. Действия их после перехода в наступление сухопутных войск с фронта явились полной неожиданностью для немецкого командования. Правда, огнем зенитной артиллерии 53 транспортных самолета были уничтожены, а 440 других сильно повреждены. Сопротивление же германских войск в районах приземления десантных сил было незначительным. Высадка с планеров и сбрасывание парашютистов производились в намеченных пунктах довольно точно, а боеприпасы были подобраны почти полностью. Быстро осуществлялось сосредоточение десантников в местах сбора,  
потери их оказались небольшими. В течение двух часов в район высадки 18-го воздушно-десантного корпуса было доставлено в общей сложности более 17 тыс. человек, 286 орудий и минометов, 614 легких бронеавтомобилей, сотни тонн боеприпасов, бензина и продовольствия. Во второй половине 24 марта воздушно-десантные части соединились с войсками, наступавшими с фронта. К исходу первого дня наступления войска 21-й группы армий захватили на правом берегу Рейна несколько плацдармов глубиной от 10 'до 12 км. 
С захваченного в первый день операции плацдарма союзные войска продолжали наступать в восточном направлении. К исходу 28 марта они расширили его к северу от Рура до 60 км по фронту и 35 км в глубину. По 
существу, противник прекратил здесь сопротивление. К этому времени через реку было наведено не менее 26 мостовых переправ. Для наступления в обход Рурского промышленного района с севера создались  
благоприятные условия. Но Б. Монтгомери, все еще считая, что немецкая армия способна оказать серьезное сопротивление, не давал санкции на продолжение продвижения на восток, пока на плацдарме не была создана группировка в 20 дивизий и 1500 танков.
В это время войска 12-й группы армий (1-я и 3-я американские армии), имевшей в своем составе 25 дивизий, в том числе 7 бронетанковых, развернули наступление с плацдармов в районах Ремагена и Оппенгейма. Войска 1-й американской армии, прорвав оборону противника с ремагенского плацдарма, быстро продвигались в юго-восточном направлении. Соединения 3-й армии, наступавшие с оппенгеймского плацдарма, 25 марта овладели городом Дармштадт, захватили мосты через реку Майн в районе к западу от Франкфурта и вступили на его окраины. С 26 марта организованное сопротивление германских войск в полосе наступления 12-й группы армий почти полностью прекратилось. К исходу 28 марта войска группы армий вышли на рубеж Гисен, Франкфурт-на-Майне, Ашаффенбург, а передовые части 1-й американской армии подошли к Марбургу. 
В конце марта на южном крыле фронта перешла в наступление 6-я группа армий. В ночь на 26 марта соединения 7-й американской армии приступили к форсированию Рейна на 25-километровом участке к югу от 
Мангейма, переправились на правый берег реки и начали продвигаться в восточном направлении. В это же время войска 1-й французской армии форсировали Рейн в районе севернее Карлсруэ и, развивая наступление на Гейдельберг, к югу от этого города соединились с частями 7-й американской армии. К концу марта 6-я группа армий создала на правом берегу Рейна плацдарм до 50 км по фронту и 40 км в глубину. 
Наступая с занятых на правом берегу Рейна плацдармов, соединения 9-й американской армии, преодолевая слабое сопротивление противника, стремительно продвигались в восточном направлении. Обойдя рурскую группировку с севера, они 1 апреля вышли в район Липштадта. Часть сил, наступавшая в северо-восточном направлении, к 4 апреля достигла реки Везер. Войска 2-й английской армии в последних числах марта и первых числах апреля вели наступление на бременском направлении. 3 апреля они заняли Мюнстер и Оснабрюк, а на следующий день подошли к Миндену. Войска 1-й канадской армии к 5 апреля продолжали вести бои 
в районе Арнема. Овладев этим городом, они начали развивать наступление в северном и северо-восточном направлениях, а войска 12-й группы армий — на восток и северо-восток. 29 марта американские войска 
заняли Франкфурт-на-Майне, 4 апреля вступили в Кассель. Соединения 1-й американской армии быстро продвинулись на северо-восток и к концу марта вышли в район Падерборн, Липштадт. 1 апреля 3-я бронетанковая дивизия 7-го армейского корпуса 1-й американской армии в районе Липштадта соединилась со 2-й бронетанковой дивизией 19-го армейского корпуса 9-й американской армии, тем самым завершив окружение рурской группировки противника, которая насчитывала 18 дивизий — всего около 325 тыс. человек. 
В первых числах апреля войска вермахта предприняли попытки прорвать фронт окружения в районе Хамма на северном, а в районе Зигена на южном флангах. Однако ни одна из них не увенчалась успехом, так как был острый недостаток боевой техники и вооружения, боеприпасов и различных видов снабжения. На ряде участков фронта немецкие части прекращали сопротивление и складывали оружие.
Наступление союзных войск с целью ликвидации войск противника в районе Рура проводилось в соответствии с установками директивы Эйзенхауэра от 2 апреля. С севера союзное командование нацелило два корпуса 9-й, а с юга два корпуса 1-й американских армий. 14 апреля эти группировки соединились и немецкие войска в Руре оказались разрезанными на две части. На следующий день войска 1-й американской армии, расширив образовавшийся коридор, повернули на запад и восток, чтобы ускорить ликвидацию группировки противника. Окончательное поражение группы армий «Б» явилось делом нескольких дней. Ее командующий фельдмаршал В. Модель отдал приказ прекратить сопротивление с 17 апреля и объявил о расформировании своих войск. Солдатам старших и младших возрастов разрешалось разойтись по домам, а окруженным гарнизонам сдаться в плен. Остальные солдаты и офицеры должны были попытаться пробиться из окружения. Сам Модель застрелился. 18 апреля германские войска полностью прекратили сопротивление в Руре. С 1 по 18 апреля союзники взяли в плен 317 тыс. солдат и офицеров противника, в том числе 24 генерала. 
После окружения группы армий «Б» в Рурском промышленном районе оборона войск вермахта на центральном участке западного фронта фактически распалась. Попытки гитлеровского командования заполнить  
200-километровую брешь переброской дополнительных сил с юга Германии и из Дании не дали ожидаемого эффекта, так как для решения такой задачи не было ни времени, ни средств. Не увенчалась успехом и попытка гитлеровского командования спасти положение на западном фронте с помощью вновь сформированной 12-й армии под командованием генерала В. Венка. 
- 25 апреля — встреча на Эльбе возле Торгау (первая встреча советских и американских войск).
- 5 мая — американские войска достигли Маутхаузена.
- 8 мая — капитуляция Германии.
- 11 мая — войска западных союзников вошли в Лицен и Карловы Вары — конец операции.

## Итоги
С завершением этой операции закончились и боевые действия на Западноевропейском театре военных действий Второй мировой войны.

## Комментарии
1. ↑  Источники включают в себя:
  - По оценкам американского генерала Джорджа Маршалла, за период с 6 июня 1944 года по 8 мая 1945 года или за более длительный период на Западном фронте погибло около 263 000 немцев.
  - Западногерманский военный историк Буркхарт Мюллер-Хиллебранд оценил число погибших по всем причинам в 265 000 человек, том числе пропавших без вести и военнопленных на всех немецких фронтах с 1 января 1945 года по 30 апреля 1945 года. Разбивка этих цифр по различным фронтам не предоставлена.
  - Историк армии США Чарльз Б. Макдональд (The European Theater of Operations: The Last Offensive , Center of Military History, United States Army, Washington DC, 1993, стр. 478) считает, что «за исключением военнопленных, все немецкие потери на западе с дня «Д» до дня победы в Европе, вероятно, были равны потерям союзников или немного превышали их». В соответствующей сноске он пишет следующее: «Единственные конкретные цифры, доступные из OB WEST за период с 2 июня 1941 г. по 10 апреля 1945 г., следующие: убито 80 819; ранено 265 526; пропало без вести 490 624; всего 836 969. (Из общего числа, 4548 потерь были понесены до дня Д.) См. Rpts, Der Heeresarzt im Oberkommando des Heeres Gen St d H/Gen Qu, Az.: 1335 c/d (IIb) Nr.: HA/263/45 g. Kdos. от 14 апреля 1945 г. и 1335 c/d (Ilb) (без даты, но до 1945 г.). Первый из них находится в OCMH X 313, фотокопии документа, содержащегося в немецком журнале вооружения папка H 17/207; последняя в папке 0KW/1561 (OKW Wehrmacht Verluste). Эти цифры относятся только к полевой армии и не включают Люфтваффе и Ваффен-СС. Поскольку немцы редко контролировали поле боя, чтобы проверить статус пропавших без вести, значительная часть пропавших без вести, вероятно, была убита. Временной лаг в отчетности, вероятно, не позволяет этим цифрам отражать тяжелые потери во время наступления союзников на Рейн в марте, а дата отсечения не позволяет включить потери в Рурском котле и на других этапах боёв в центральной Германии.
  - Немецкий военный историк Рюдигер Оверманс (Deutsche militärische Verluste im Zweiten Weltkrieg , Oldenbourg 2000, стр. 265–272) утверждает, основываясь на экстраполяции статистической выборки записей о немецком военном персонале, что немецкие вооруженные силы потеряли 1 230 045 человек в «финальных сражениях» на Восточном и Западном фронтах с января по май 1945 года. Эта цифра распределяется следующим образом (стр. 272): 401 660 убитых, 131 066 погибших по другим причинам, 697 319 пропавших без вести и предположительно погибших. Согласно Овермансу, цифры рассчитываются на момент смерти (todeszeitpunkt), что означает, что потери произошли в период с января по май 1945 года. Число погибших военнопленных в западном плену, рассчитанное Овермансом на основе фактически зарегистрированных случаев, составляет 76 000 (стр. 286). В период с 1962 по 1974 год немецкая правительственная комиссия (Комиссия Машке) оценила цифру в 31 300 человек в западном плену. (стр. 286) Оверманс утверждает (стр. 275, 279), что все 1 230 045 смертей произошли в период с января по май 1945 года. Он утверждает, что нет достаточных данных, чтобы дать точную разбивку 1,2 миллиона погибших в последних сражениях (стр. 174). Однако он сделал грубую оценку распределения общих военных потерь в размере 5,3 миллиона; 4 миллиона (75%) на Восточном фронте, 1 миллион (20%) на Западе и 500 000 (10%) на других театрах военных действий. До декабря 1944 года потери на Западе составляли 340 000 человек, это означает, что потери могли составить от 400 000 до 600 000 человек на Западном театре военных действий с января по май 1945 года (стр. 265). Оверманс не считает высокие потери в начале 1945 года удивительными, учитывая ожесточённые бои; он отмечает, что в Рурском котле было много смертей (стр. 240). По данным Оверманса, общее число погибших, включая военнопленных, на всех театрах военных действий с января по май 1945 года составило 1 407 000 человек (январь — 452 000; февраль — 295 000; март — 284 000; апрель — 282 000; май — 94 000). Разбивка по театрам военных действий этих потерь не приводится (стр. 239).
2. ↑  За период с января по март 1945 года немецких военнопленных за Западе увеличилось на 200 000 человек; В период с апреля по июнь 1945 года их число увеличилось до 5 440 000. В эти цифры не включены военнопленные, которые умерли или были освобождены от статуса военнопленного в этот период. // Рюдигер Оверманс, «Солдаты за колючей проволокой. Немецкие военнопленные Второй мировой войны» (Soldaten hinter Stacheldraht. Deutsche Kriegs-gefangene des Zweiten Weltkrieges), 2002. стр.273